# المعاين (المفتاح)

تعديل مصدري - تعديل

المعاين هي إحدى قرى عزلة الجبر الاعلى بمديرية المفتاح التابعة لمحافظة حجة، بلغ تعداد سكانها 419 نسمة حسب تعداد اليمن لعام 2004.